# Scytodidae
Scytodidae este o familie de păianjeni araneomorfi. La nivel mondial s-au descris peste 150 de specii grupate în 5 genuri. 

## Descriere
Lungimea corpului păianjenilor din această familie este de circa 11 mm. Spre deosebire de alți păianjeni, aceștia au o prosomă voluminoasă în raport cu opistosoma. Atât prosoma, cât și opistosoma sunt rotunde. Regiunea cefalică a prosomei este îngustată. Picioarele sunt, relativ, lungi și foarte subțiri. Posedă 6 ochi, fapt rar întâlnit între păianjeni, repartizați în 3 perechi. Ca și păianjenii din familiile Sicariidae și Diguetidae, orificiul genital femel nu este acoperit de epigină.

## Modul de viață

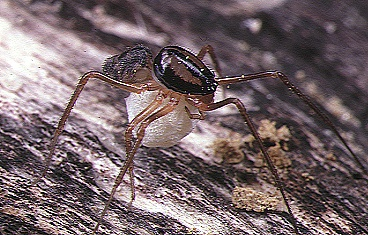
Femelă cu coconul sub corp, Scytodes fusca

Păianjenii scitodizi au un mod de vânătoare foarte deosebit. Ei se apropie de pradă la o distanță de circa câțiva milimetri. Apoi, scuipă un lichid lipicios prin orificiile chelicere. în direcția victimei. Intrând în contact cu aerul, firele de mătase se întăresc și imobilizează prada. Lichidul unor specii are proprietăți veninoase. În timpul scuipării, păianjenul execută mișcări laterale, astfel, încât lichidul nimerește pe pradă în zigzag, acoperind-o cât mai eficient. De obicei, sunt specii nocturne.

## Reproducere
Împerecherea poate avea loc pe parcursul întregului an. Femela depune ouăle într-un cocon. Ponta cu ouă este anexată în partea posterioară a corpului, de organele filiere, cu ajutorul firelor de mătase. 

## Genuri
- Dictis L. Koch, 1872 (din China până în Australia)
- Scyloxes Dunin, 1992 (Tadjikistan)
- Scytodes Latreille, 1804 (cosmopolit)
- Soeuria Saaristo, 1997 (Seychelles)
- Stedocys Ono, 1995 (Malaysia, Thailand)

## Răspândire
Speciile familie Scytodidae sunt răspândite pe toate continentele, cu excepția zonelor polare. În regiunile tropicale se găsește pretitindeni. Însă, în zonele temperate, cu temperaturi joase, poate fi întâlnit în locuințele umane. 